# Eduard Wilhelm Eberts
Eduard Wilhelm Eberts (* 6. Mai 1808 in Kreuznach; † 5. Februar 1864 ebenda) war ein deutscher Jurist und Politiker.

## Leben
Als Sohn eines Pfarrers und Konsistorialpräsidenten geboren, studierte Eberts nach dem Besuch des Gymnasiums in Kreuznach Rechtswissenschaften in Bonn. Während seines Studiums wurde er 1827 Mitglied der Burschenschaft Germania Bonn. Nach seinem Studium wurde er Auskultator in Berlin und später in Kreuznach. 1834 kam er wegen angeblicher Majestätsbeleidigung in Untersuchungshaft und wurde 1836 wegen seiner Zugehörigkeit zur Burschenschaft zu sechs Monaten Festungshaft verurteilt, die er in der Festung Ehrenbreitstein und in der Festung Wesel absaß. Er ist im Schwarzen Buch der Frankfurter Bundeszentralbehörde (Eintrag Nr. 341) festgehalten.
Von 1842 bis 1846 war er Mitglied des Stadtrats in Kreuznach. Er arbeitete als Rechtsanwalt und Stadtrechtsrat. 1848 wurde er Adjutant der Bürgerwehr, war Delegierter zum Kölner Städtetag und vertrat Kreuznach im Frankfurter Vorparlament. Er war auch erster Wahlmann für die Wahl zur Frankfurter Nationalversammlung sowie zur Ersten Preußischen Kammer, 1850 für die Volkskammerwahlen. 1850 wurde er Zweiter Beigeordneter von Kreuznach, dann von 1852 bis 1864 Erster Beigeordneter. 1855 war er Wahlmann für die Wahl zum Abgeordnetenhaus. Er gehörte als Abgeordneter dem Provinziallandtag der Rheinprovinz an und wurde 1860 erneut Kreuznacher Stadtverordneter.